# Rodenbach (Ebertsheim)
Rodenbach is een plaats in de Duitse gemeente Ebertsheim, deelstaat Rijnland-Palts, en telt 200 inwoners.